# 同正遗址
同正遗址，位于中国广西壮族自治区扶绥县中东公社金光农场同正分场附近，为一个省级文物保护单位，类型为古遗址，为第二批广西壮族自治区文物保护单位，公布时间为1981年8月25日。
同正遗址的历史年代为新石器时代。